# اکسرب
اِکسِرْب (به انگلیسی: Exurb) ناحیه ای بیرون ناحیه معمولاً متراکم‌تر حومه داخلی یک منطقه کلان‌شهری است، که به منطقه کلانشهری ارتباطات اقتصادی و آمدوشدی دارد، تراکم مسکونی و رشد آن کم است.
بنا به تعریف مؤسسه بروکینگز (۲۰۰۶) یک ناحیه سرشماری برای لحاظ شدن به عنوان اکسرب باید همه معیارهای زیر را داشته باشد:
1. ارتباط اقتصادی با یک ابرشهر بزرگ
2. تراکم جمعیت پایین: یک سوم پایین ناحیه‌های سرشماری
3. رشد جمعیت بیش از میانگین ناحیه کلانشهری خود